# Tibouchina stipulacea
Tibouchina stipulacea är en tvåhjärtbladig växtart som beskrevs av Guimaraes da Vinha. Tibouchina stipulacea ingår i släktet Tibouchina och familjen Melastomataceae. Inga underarter finns listade i Catalogue of Life.